# Malin Moström
Malin Moström (* 1. August 1975 in Örnsköldsvik) ist eine schwedische Fußballspielerin. Sie spielte im Mittelfeld des Umeå IK und der schwedischen Nationalmannschaft. Malin Moström wurde regelmäßig zu den besten Mittelfeldspielerinnen der Welt gezählt, 2001 wurde sie mit dem Diamantbollen als beste schwedische Fußballerin des Jahres ausgezeichnet.

## Werdegang
Moström spielte in der Jugend für Hägglunds IoFK, 1995 schloss sie sich Umeå IK an. Ab der Spielzeit 1996 spielte sie für den Klub in der Damallsvenskan. Nach dem Abstieg des Klubs am Ende ihrer Debütsaison kehrte sie mit ihm direkt wieder in die Erstklassigkeit zurück und erlebte in der Folge erfolgreiche Jahre auf Vereins- wie Nationalmannschaftsebene.
Nach der Vizemeisterschaft in der Spielzeit 1999 gewann sie mit dem Verein in der folgenden Saison erstmals den Meistertitel. 2001 und 2002 verteidigte der Klub nicht nur die Meisterschaft, sondern gewann durch Erfolge im Landespokal auch das Double. Ein möglicher Triplegewinn 2002 wurde erst im Endspiel um den neu geschaffenen UEFA Women’s Cup verpasst, als im Duell mit dem deutschen Vertreter 1. FFC Frankfurt Steffi Jones und Birgit Prinz einen 2:0-Erfolg für den Endspielgegner herausschossen. 2003 wurde sie erneut Pokalsiegerin, in der Meisterschaft reichte es jedoch trotz nur einer Saisonniederlage nur zum zweiten Tabellenplatz hinter Djurgården/Älvsjö. Umso erfolgreicher war der Klub auf europäischer Ebene, durch je Siege in Hin- und Rückspiel über den dänischen Klub Fortuna Hjørring gewann die Mannschaft um Hanna Ljungberg, Frida Östberg, Laura Österberg Kalmari, Anna Paulson und Hanna Marklund unter Trainer Andrée Jeglertz den Europapokal, den sie in der folgenden Spielzeit verteidigte – nach einem 3:0-Hinspielerfolg wurde dabei der 1. FFC Frankfurt mit einem 5:0-Auswärtssieg im Rückspiel nahezu deklassiert. Dabei hatte Moström den Treffer zum 4:0-Zwischenstand beigesteuert. In den Spielzeiten 2005 und 2006 gewann sie nochmals jeweils den Meistertitel.
Nachdem Moström 1998 in der Nationalmannschaft debütierte, gehörte sie zum Kader bei der Weltmeisterschaft 1999 sowie den Olympischen Spielen 2000. Bei der Europameisterschaft 2001 erreichte sie mit der Mannschaft das Endspiel, das im Ulmer Donaustadion gegen Deutschland durch ein Tor von Claudia Müller nach Golden Goal verloren wurde. Auch bei der  Weltmeisterschaft 2003 kam es zum gleichen Endspielduell, bei dem erneut ein Golden Goal – dieses Mal von Nia Künzer – zugunsten der deutschen Mannschaft entschied. Bei den Olympischen Spielen 2004 schied sie mit der Mannschaft im Halbfinale gegen Brasilien aus, erneut setzte sich Deutschland im Spiel um den dritten Platz durch. Ihr letztes Turnier bestritt sie anlässlich der Europameisterschaft 2005, bei der Schweden abermals im Halbfinale scheiterte. Die norwegische Nationalmannschaft setzte sich nach Verlängerung durch.
Moström war sowohl auf Vereinsebene als auch in der Nationalmannschaft zeitweise Mannschaftskapitänin. 2001 erhielt Moström den Diamantbollen als Fußballerin des Jahres, bereits im Vorjahr war sie als Stor Tjej ausgezeichnet worden. 2003 bis 2005 wurde sie zudem jeweils als Mittelfeldspielerin des Jahres im Rahmen der Fotbollsgalan geehrt.
Am 21. Dezember 2006 gab Malin Moström ihren Rücktritt vom aktiven Fußballsport bekannt.
| Personendaten    | Personendaten                |
| ---------------- | ---------------------------- |
| NAME             | Moström, Malin               |
| KURZBESCHREIBUNG | schwedische Fußballspielerin |
| GEBURTSDATUM     | 1. August 1975               |
| GEBURTSORT       | Örnsköldsvik                 |